# Préfecture apostolique de Misrata
La préfecture apostolique de Misrata est une église particulière de l'Église catholique en Libye.

## Territoire
La préfecture apostolique couvre la province de Misrata.

## Histoire
La préfecture apostolique a été érigée le 22 juin 1939 à partir du vicariat apostolique de Tripolitaine.

## Ordinaires
- du 20 février 1948 au 5 avril 1951 Vitale Bonifacio Bertoli, O.F.M.
- du 20 avril 1951 à 1957 Illuminato Colombo, O.F.M.
- du 5 décembre 1958 au 26 juin 1969 Guido Attilio Previtali (de), O.F.M.
- depuis le siège est vacant ; du 26 juin 1969 au 3 mai 1985 la préfecture apostolique est administrée par l'administrateur apostolique Guido Attilio Previtali, O.F.M., alors vicaire apostolique de Tripoli.